# Hannah Viller Møller
Hannah Viller Møller (født 4. august 2001 i Hellerup) er en dansk tennisspiller, der repræsenterer Hellerup Idrætsklub.
Hun blev i marts 2017 danmarksmester i indetennis, hvor hun vandt finalen med 6-0, 6-2 over Emilie K.S. Hansen. Året før havde Hannah Viller Møller tabt finalen til Clara Tauson.
I februar 2018 havde hun i single og double samlet spillet over 170 kampe på ITF Junior Circuit.